# Систанський басейн

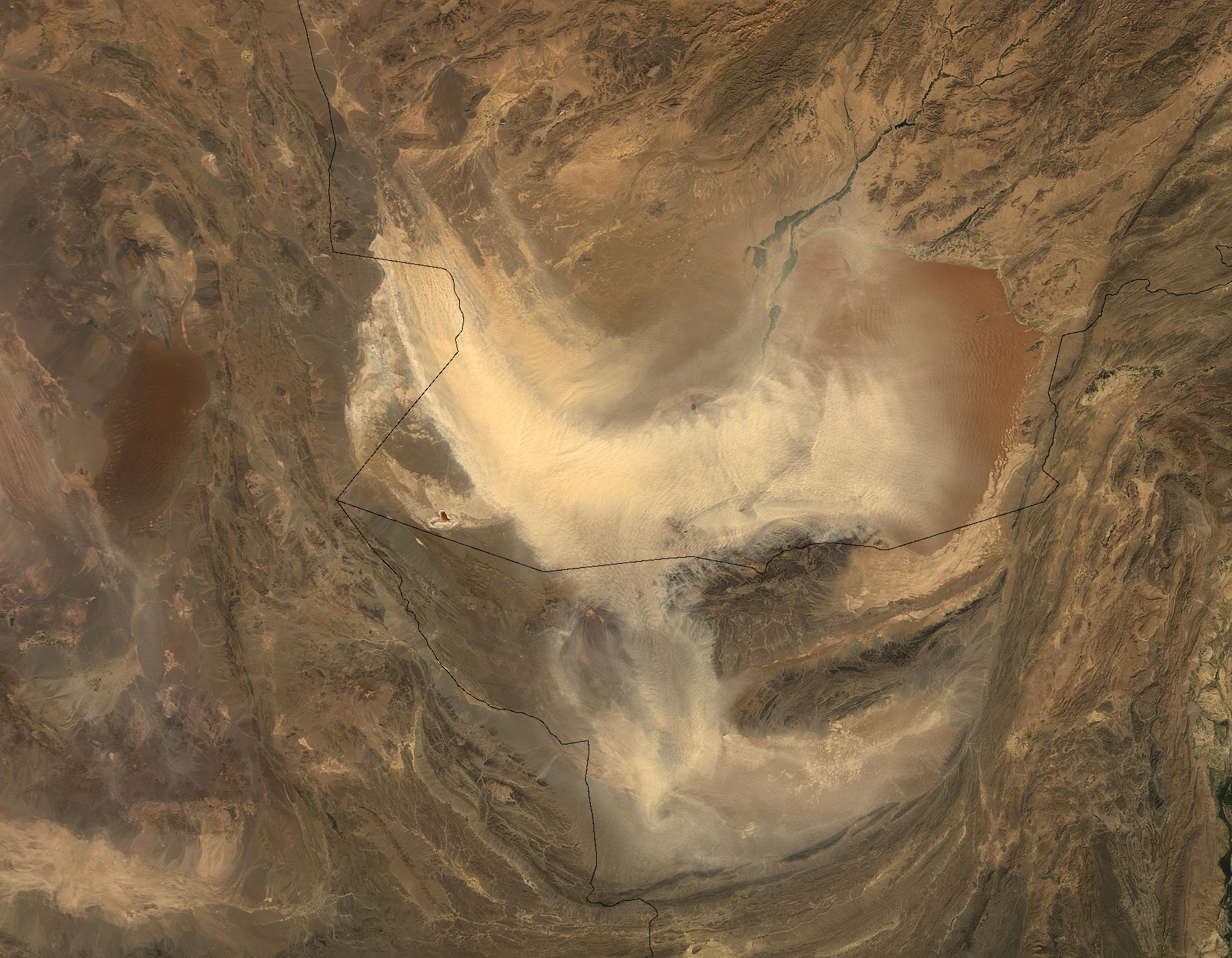
Супутниковий знімок півдня Ірану і Афганістану під час пилової бурі

Систанський басейн є внутрішнім безстічним басейном, охоплюючим значну частину південного заходу Афганістану і південного сходу Ірану, один з найпосушлівіших регіонів планети. Його сточище є мережею річок стікаючих з високогірій Афганістану в прісноводні озера и болота, і далі до Афганської солоної улоговини Гауді-Зира, частини великого Систанського річкового басейну. Річка Гільменд, найбільша річка басейну, має снігове живлення з снігових вершин Гіндукушу.

## Екологічне значення
Економіка регіону базується на сільському господарстві, тому вельми важливим є кількість опадів і танення снігів у горах для підтримки Систанського басейну і болотних угідь. Велика посуха останніх років погано вплинула на добробут населення.

## Археологія
Систанський басейн заселений більш як 5 000 років. Тут знайдено поселення Шахр-і-Сохта побудоване в 3 100 до Р.Х., на колишньому річищі Гільменда, яке змінилось через кліматичні зміни та річкові наноси. Канг і Зарандж в середньовічному Афганістані були великими культурними осередками, зараз засипані піском. У Дашт-е-Марго і Чахансур залишки іригаційних систем в тому числі і каналів, більшість каналів замулені. Зараз область мало населена.

## Ресурси Інтернету
- Dust storm over Afghanistan and Pakistan(англ.)
- From Wetland to Wasteland: The Destruction of the Hamoun Oasis(англ.)
- Freshwater Fishes of Iran: Introduction - Drainage Basins - Sistan(англ.)